# Mori Maszako (énekesnő)
Morita Maszako (森田 昌子; Hepburn: Morita Masako; 1958. október 13.–), művésznevén Mori Maszako (森 昌子) japán enkaénekesnő, színésznő. Pályafutása során több mint hétmillió lemezt adott el.

## Pályafutása
1972-ben kezdődött a pályafutása,, a Szenszei (せんせい) című dallal, mely 3. helyen végzett az Oricon slágerlistáján és számos díjat nyert vele az akkor 13 éves énekesnő.
Mori 1973-ban a sikeres Hana no csú szan trio (花の中三トリオ, ’„Harmadéves középiskolások triója”’) trió tagja volt Jamagucsi Momoe és Szakurada Dzsunko mellett. A trió a Star Tandzsó! (スター誕生！) című televíziós programmal vált népszerűvé.
A 25. Japan Music Awardson Ettó cubame (越冬つばめ) című dalával elnyerte a legjobb énekesnek járó díjat. Amikor férjhez ment 1986-ban, visszavonult, 2006-ban azonban visszatért Bara iro no mirai (バラ色の未来) című dalával, mely 14. volt az Oricon slágerlistáján.
Pályafutása során 15-ször hívták meg a Kóhaku uta gasszen című műsorba. 2019-ben újra bejelentette, hogy visszavonul.

## Magánélete
1986-ban ment feleségül Mori Sinicsi énekeshez, akitől három fia született: Takahiro a One Ok Rock együttes énekese, Tomohiro a TV Tokyonál dolgozik, Hiroki pedig szintén rockénekes, a My First Story együttes frontembere. A házaspár 2005-ben elvált.